# Der Raffer
Der Raffer (russ. Рвач, Rwatsch) ist ein humoresker Roman des russischen Schriftstellers Ilja Ehrenburg, der – 1924 in Paris geschrieben – 1927 im Odessaer Verlag Swetotsch (russ. Светоч, Die Fackel) in einer Auflage von 7000 Exemplaren erschien. Ebenfalls 1927 kam die Übertragung Hans Ruoffs im Berliner Malik-Verlag unter dem Titel Michail Lykow auf dem deutschsprachigen Buchmarkt heraus. Den Druck dieser bitterbösen Burleske hatte der Autor bereits 1925 in Paris mit eigenen Mitteln finanziert. 1964 wurde die Groteske auf den Niedergang des während des Bürgerkrieges mit dem Rotbannerorden dekorierten Parteimitgliedes Michail Lykow während der NÖP-Zeit im Bd. 2, S. 5–352 der Ehrenburgschen neunbändigen Werkausgabe im Moskauer Verlag für Künstlerische Literatur publiziert.
Lenin habe 1921 nach dem Sieg über die Konterrevolution einen der neuen Feinde benannt – „die kleinbürgerliche Elementarkraft des alten Rußland“. Genau der erliegt der raffgierige Schieber Michail Lykow.

## Inhalt
Als der rothaarige Michail Lykow, Sohn eines Kiewer Kellners, unter dem Eindruck der Revolution den Sozialrevolutionären und darauf ihrem linken Flügel beitritt, ist er 19 Jahre alt. Als 25-Jähriger zu zehn Jahren strenger Haft verurteilt, nimmt er sich das Leben. Was passiert ihm vor seinem Ableben in den ersten sechs Revolutionsjahren noch?
Zunächst flieht Michail vor der Revolution ins lebendige Moskau. Auf dem Nikitski-Boulevard wird er verwundet. Glück im Unglück – die Kugel kann operativ entfernt werden. Michail kehrt zum Vater ins weiße Kiew zurück. Der Vater beschafft Michail eine Stelle als Garderobier. Michail sieht seinen älteren Bruder Artjom, einen breitschultrigen Burschen, seit der Kindheit als Rivalen an. Das Abtauchen Artjoms in den Untergrund bestärkt Michail in seiner Abneigung gegen dessen Partei, die Bolschewiki.
Die Weißen gehen in Kiew mit dem Gegner nicht zimperlich um. Michail wird von einem „Vertreter der Astrachaner Armee“ des Nachts stundenlang durchgeprügelt und überlebt. Als die Roten die Denikin- und Petljura-Leute aus Kiew vertrieben haben und einrücken, wird Michail, der keinen Beruf erlernt hat, „Mitarbeiter der Sektion für verwahrloste Kinder der Unterabteilung Kinderschutz beim Volkskommissariat für Sozialwesen der Ukrainischen Sozialistischen Sowjetrepublik“. Zwar mischt sich der junge Mann in die Erörterungen der Pädagogen und Psychiater ein, studiert sogar einen Leitfaden der Psychologie, doch das Handwerk der Jugendlichen jener Jahre, in denen mit Kanonen argumentiert wurde, ist das Waffenhandwerk. Michail tritt also der Roten Armee und ihrer kommunistischen Partei bei. In Kiew werden Bolschewiken von manchen Leuten für Räuber gehalten. Seine Einheit schlägt sich in der Umgebung Kiews mit den Denikin-, Petljura- und Machno-Leuten.  Die Front zwischen Weißen und Roten verläuft mitunter entlang des Krestschatik. Die Heimatstadt muss dem Feind überlassen werden. Michail wird in der Nähe von Isjum eingesetzt und verdient sich in den Kämpfen um Nikitowka als Späher den oben genannten Rotbannerorden redlich. Den November 1921 erlebt der gestandene Rotarmist im ausgehungerten Rostow am Temernik. Michail erkrankt an Flecktyphus. Die 27-jährige Essenmarkenabreißerin Olga Wladimirowna Galina pflegt den 21-jährigen spindeldürren Kriegshelden gesund. Die Tochter des polesischen Streichholzfabrikanten Galin wird von dem grobschlächtigen Soldaten mit verbissener Härte genommen. Olga, dankbar für den Verlust der Jungfräulichkeit, wendet sich ab und haucht: „Lieber!“ Vergeblich wartet die junge Frau. Michail erklärt sich nicht, sondern macht sich mit dem frechen Spruch „Die Nacht reicht“ davon. Weil er keine Freunde hat, wiederholt er, bevor er wieder zur Truppe geht, bei Olga seine demütigenden „Überfälle“. Sie verabschiedet ihn mit „Mein Junge!“ Nach zwei Jahren Fronteinsatz wird Michail im Süden der Krim von der Demobilisierung überrascht.
Michail will Ingenieur oder Parteiführer werden und wird an der Charkower Universität von Kommunisten reinsten Wassers geschult. Olga, die ihm über den Weg läuft, brüskiert er mit dem Ausspruch „Sex ist Gift für den Geistesarbeiter“.
Der Vater kellnert bis zuletzt in Kiew und stirbt. Aus Michails raschem Aufstieg in der Partei wird nichts. Er träumt einen indischen Traum; für die Heimat möchte er gerne in diplomatischen Diensten unterwegs in Bombay sein.
Weil das Universitätsstudium zu langandauernd und zu anstrengend ist, bricht Michail es im Jahr 1922 ab. Er quartiert sich zunächst als Untermieter in der Saweljowski-Gasse und später bei seinem gewissenhaften Bruder Artjom im „Zweimillionendorf“ Moskau ein. Der Kommunist Artjom Lykow hat als Politkommissar eines Regiments den polnischen Feldzug mitgemacht, ist in der Verwaltung militärischer Schulen tätig gewesen und hat sich seitdem in das Studium der Kriegs-Chemie an einer Moskauer Akademie verbissen.
Die NÖP bringt Ernüchterung. Schreibfräuleins, die glanzvolle Pläne tippten, verkaufen auf dem Markt gefüllte Piroggen, Bürger mit sehr viel Geld können erschossen werden und Lyrik wird durch Prosa abgelöst. Michail versteht die Vorgänge um ihn herum nicht und beargwöhnt seine Partei: „Warum redete Tschitscherin so liebenswürdig mit den Kardinalen? Warum gondelten die … Schieber … in Automobilen herum? … Warum sah man die Schlafwagen voll geschminkter Damen, die nach Jalta reisten?“ War Michail mit aufgepflanztem Bajonett auf den Feind losgegangen, nur, damit sich andere nun Lachs kaufen konnten?
Michail mischt bei Gaunern mit, die jemanden mit Parteibuch gern in ihre Reihen aufnehmen. Er lässt sich auf windige Geschäfte ein, die früher oder später auffliegen müssen. Es kommt wie es kommen muss. Zur ersten Vorladung vor das Stadtbezirkskomitee seiner Partei geht Michail nicht hin. Nachdem er die zweite Vorladung auch noch verstreichen lässt, wird er „wegen der ‚für einen Kommunisten ungebührlichen Lebensführung‘“  aus der Partei ausgeschlossen.
Michail zieht aus der Wohnung des Bruders aus, kommt bei Gaunern unter und unternimmt einen Rehabilitationsversuch beim Stadtbezirkskomitee. Als der fehlschlägt, hasst er sein Land, die Sowjetunion und verstrickt sich tiefer in Gaunereien. Zum Beispiel beim Barchenthandel und bei der grenzüberschreitenden Schieberei mit Seide arbeitet Michail unter der Leitung der kessen stupsnäsigen Sonja, der 23-jährigen geschäftstüchtigen Tochter von Professor Petrjakow. Michail verliebt sich in Sonja. Die ist mit mehreren überwiegend muskelbepackten Moskauer Spitzensportlern liiert und nennt den neuen Liebhaber einen Milchbart.
Olga reist auf der Suche nach Michail in Moskau an, findet bei Artjom Unterschlupf und teilt mit ihm das Bett. Beide heiraten. Das Paar zieht in die Jakimanka um.
Michail, inzwischen wohlgenährt und auf Dandyart gekleidet, sucht den Bruder in dessen neuer Wohnung auf und trifft auf dessen Ehefrau Olga.
Ein klein wenig später – die Liebe Artjoms zu Olga ist bereits erkaltet – fällt der Schwager in gewohnter Manier über die Schwägerin her. Die Ehefrau Artjoms hält den „Überfall“ für Liebe. Sie wird dabei geschwängert. Michail empfiehlt Olga die Ausschabung. Olga will nicht. Darauf schlägt Michail vor, die werdende Mutter solle Artjom weismachen, es sei sein Kind.
Artjom und Michail begegnen einander zufällig auf dem Pretschistenski-Boulevard. Im Gespräch schimpft Artjom den Bruder einen Raffer. Michail bietet Artjom sogleich finanzielle Beteiligung bei seinem aktuellen Gaunergeschäft an und kassiert dafür eine schallende Ohrfeige. Artjom bekommt im Gegenzug reinen Wein eingeschenkt. Michail gibt sich als der Vater des Kindes in Olgas dickem Bauch zu erkennen.
Als Michail, der Händler wertgeminderter Seide, Monate später aus Berlin nach Moskau heimkehrt und Geld abliefert, versagt er im Bett seiner schönen Auftraggeberin. Sonjas Kommentar: „Ein Karnickel bist du und kein Mann!“
Der Auslandsreisende kommt wegen frisierter Rechnungen ins Gefängnis und wird am Gouvernementsgericht vernommen. Der kleine Fisch Michail verrät seine Hintermänner – sprich Sonja Dmitrijewna Petrjakowa – nicht. Der Delinquent verstrickt sich in Widersprüche. Artjom, der den Bruder trotz alledem immer noch liebt, sagt – obwohl von Olga intensiv bearbeitet – nicht gerade zu Michails Gunsten aus. Nach dem Verständnis des Parteigenossen Artjom Lykow hatte sich der Bruder am Staate vergangen. Frühere Arbeitgeber verschweigen Michails dreiste Betrügereien nicht. Der öffentliche Ankläger beantragt für den Oktoberhelden die Höchststrafe. Denn Reue wurde nicht gezeigt und Parteimitgliedschaft wurde zum persönlichen Vorteil ausgenutzt. Jedoch mit Rücksicht auf seine „Verdienste um die Revolution“ wird er, wie gesagt, zu zehnjähriger Gefängnisstrafe bei strenger Einzelhaft begnadigt. Im Gefängnishof erklimmt der Raffer eine Feuerleiter und stürzt sich aus der Höhe zu Tode.
Olga bringt einen Jungen zur Welt. Aus der Augen- und Händesprache des Neugeborenen – der Junge wurde Kim genannt – will Olga ihren seligen Michail erkennen. Artjoms Kommentar lautet: „Wir werden Kim erziehen!“

## Erzähler
Der Wir-Erzähler verweist auf Ilja Ehrenburgs Werk Die ungewöhnlichen Abenteuer des Julio Jurenito. Er wolle den „schweren und bitteren“ Lebensweg seines Helden Michail Jakowlewitsch Lykow „ungeschminkt“ bekanntmachen. Der allwissende Erzähler, der in einem heiter-bissigen Ton spricht, lässt nicht nur seinen Protagonisten denken, sondern auch dessen Widerparte. Ehrenburg betont, er wolle sich nicht zum Richter Michail Lykows aufspielen und spricht auch „die Kritiker“ an, „welche unsrer wahren Geschichte  mit Zweifel begegnen könnten“.

## Rezeption
- Schröder[23] schreibt im Herbst 1977 in Leipzig, gegenüber Der Liebe der Jeanne Ney[24] (ebenfalls 1924) bedeute Der Raffer die Überwindung der „romantisierend-vereinfachenden“ Darstellung der Bürgerkriegsjahre. Des Weiteren hebt Schröder hervor, Michail Lykow sei kein richtiger Kommunist gewesen, schon weil er vor den alten Bolschewiken Angst gehabt habe. Und zu Michail Lykows Tragik bemerkt er, sein Verhängnis sei die NÖP, auch bedingt durch das Ausbleiben der deutschen Revolution, gewesen.

## Deutschsprachige Ausgaben

### Erstausgabe
- Michail Lykow. Übersetzer: Hans Ruoff. Malik-Verlag, Berlin 1927, 559 Seiten

### Ausgaben
- Der Raffer. Roman. Aus dem Russischen von Harry Burck. Mit einem Nachwort von Ralf Schröder. Verlag Volk und Welt, Berlin 1979 (1. Aufl., verwendete Ausgabe)